# Clausura (ciência da computação)
Em ciência da computação e na programação uma clausura (do inglês closure) é uma função que referencia variáveis livres no contexto léxico. Uma clausura ocorre normalmente quando uma função é declarada dentro do corpo de outra, e a função interior referencia variáveis locais da função exterior. Em tempo de execução, quando a função exterior é executada, então uma clausura é formada, que consiste do código da função interior e referências para quaisquer variáveis no âmbito da função exterior que a clausura necessita.

## Utilização
As clausuras são utilizadas para: 
- Bibliotecas de software podem permitir que os usuários customizem o comportamento passando clausuras como argumentos às funções importantes. Por exemplo, uma função que classifique valores pode aceitar um argumento de clausura que compare os valores a ser classificados de acordo com um critério definido pelo próprio usuário.

- As funções múltiplas podem ser produzidas num mesmo ambiente, permitindo-as de se comunicar confidencialmente.

- Sistemas de objetos podem ser construídos com clausuras. Por exemplo, Scheme padrão não suporta programação orientada a objetos, mas há sistemas de objetos construídos para essa linguagem de programação com recurso a clausuras.

## Exemplos
- Ruby:

```
def
 
new_counter

  
i
 
=
 
0

  
lambda
 
{
 
i
 
+=
 
1
 
}

end

c1
 
=
 
new_counter

puts
 
c1
.
call

puts
 
c1
.
call

puts
 
c1
.
call

puts
 
c1
.
call

puts
 
c1
.
call

```

- Lisp:

```
(
defun
 
foo
 
()

  
(
let
 
((
counter
 
0
))

    
;; a função anônima a seguir é definida no escopo de counter,

    
;; por isso foo retornará uma clausura

    
(
lambda
 
()
 

      
(
setf
 
counter
 
(
+
 
1
 
counter
))

      
counter
)))

(
setf
 
counter-1
 
(
foo
))

(
setf
 
counter-2
 
(
foo
))

(
funcall
 
counter-1
)
 
==>
 
1

(
funcall
 
counter-1
)
 
==>
 
2

(
funcall
 
counter-2
)
 
==>
 
1

```

- Javascript:

```
function
 
novoContador
 
()
 
{

   
var
 
i
 
=
 
0
;

    
return
 
function
 
()
  
{
 
// função anônima

      
i
 
+=
 
1
;

      
return
 
i
;

   
}

}

c1
 
=
 
novoContador
();

alert
(
c1
());
 
// 1

alert
(
c1
());
 
// 2

alert
(
c1
());
 
// 3

alert
(
c1
());
 
// 4

alert
(
c1
());
 
// 5

```

- PHP:

```
function
 
newCounter
()
 
{

    
$i
=
0
;

    
return
 
function
()
 
use
 
(
&
$i
)
 
{

        
return
 
++
$i
;

    
};

}

$countMe
 
=
 
newCounter
();

print
(
$countMe
());

print
(
$countMe
());

print
(
$countMe
());

print
(
$countMe
());

```

- Python:

```
>>>
 
def
 
foo
(
start
=
0
):

...
     
counter
 
=
 
[
start
]
 
# counter is 1-element array

...
     
def
 
bar
():

...
         
counter
[
0
]
 
=
 
counter
[
0
]
 
+
 
1

...
         
return
 
counter
[
0
]

...
     
return
 
bar

...

>>>
 
count
 
=
 
foo
(
10
)

>>>
 
count
()

11

>>>
 
count
()

12

```

- Scheme:

```
(
define
 
(
foo
)

  
(
let
 
((
counter
 
0
))

    
(
lambda
 
()

      
(
set!
 
counter
 
(
+
 
1
 
counter
))

      
counter
)))

(
define
 
counter-1
 
(
foo
))

(
define
 
counter-2
 
(
foo
))

(
counter-1
)
 
==>
 
1

(
counter-1
)
 
==>
 
2

(
counter-1
)
 
==>
 
3

(
counter-2
)
 
==>
 
1

```

## Na internet
- Foundations of Actor Semantics Will Clinger, MIT Mathematics Doctoral Dissertation. June 1981.
- Martin Fowler sobre Closure